# Khadija El Bidaouia
Khadija El Bidaouia, née en 1953 et  morte le 15 octobre 2022, est une chanteuse marocaine populaire. C'est une pionnière de la résurgence contemporaine de l'art ancestral de l'Aita, une musique marocaine d'origine rurale ou bédouine, qui a une dimension féministe. Elle était réputée pour sa voix puissante, en particulier lorsqu'elle interprétait le style marsaoui, populaire à Casablanca.

## Biographie
Khadija El Bidaouia est née en 1953, à Sbata, dans la préfecture d'arrondissements de Ben M'sick, à Casablanca, dans une famille modeste,. Durant son enfance, elle apprend les chansons et les rythmes de l’Aita en imitant les chanteurs. 
Mariée très jeune, elle se lance dans une carrière musicale, après la mort de son mari, en 1978. Elle fait sa première apparition comme danseuse (les groupes mixtes interprétant des chants de l'Aita sont composés de musiciens, chanteurs, chanteuses et danseuses) avec les troupes de Ouled El Bouaazaoui, Ouled El Aouni et le groupe Toulati El farah Lemnouar, puis s'affirme rapidement comme chanteuse, grâce à la puissance de sa voix, vite remarquée et crée son propre groupe. Elle a sorti de nombreux albums et singles, dont La Yensani, Ghzali et Besmlah, chantant sur les scènes du Maroc et de l'Europe, notamment en France,.
Elle est morte le 15 octobre 2022 d'un cancer des poumons, à l'hôpital militaire de Rabat, à l'âge de 69 ans,,,,.